# Зажигай сердце
«Зажигай сердце» — десятый студийный альбом украинской певицы Ани Лорак, выпущенный 22 сентября 2013 года на лейбле Moon Records на Украине и United Music Group в России.

## Отзывы критиков
Алексей Мажаев из InterMedia заявил, что альбом не стоил бы покупки если бы не присутствующие на нём баллады, быстрые и танцевальные песни на альбоме он назвал невразумительными. Среди баллад Мажаев выделил «Жизнь отдам» с почти блюзовыми куплетами, исполненными дрожащим чувственным голосом, и взволнованными припевами, в которых раскрывается актерский талант певицы, и берущие за душу «Не дели любовь» и «Я буду солнцем». 

## Список композиций
| №                   | Название                          | Текст песни                         | Музыка                          | Длительность |
| ------------------- | --------------------------------- | ----------------------------------- | ------------------------------- | ------------ |
| 1.                  | «Зажигай сердце»                  | Еркеш Шакеев                        | Еркеш Шакеев                    | 3:33         |
| 2.                  | «Обними меня»                     | Виталий Куровский                   | Руслан Квинта                   | 3:21         |
| 3.                  | «Оранжевые сны»                   | Анастасия Смирнова, Дмитрий Толстов | Ефим Файфман                    | 3:27         |
| 4.                  | «Не дели любовь»                  | Михаил Сапожников                   | Брендон Стоун                   | 3:33         |
| 5.                  | «Жизнь отдам (Жизнь моя)»         | Александр Ковалёв                   | Константин Легостаев            | 4:35         |
| 6.                  | «Я буду солнцем»                  | Дианна Гольдэ                       | Руслан Квинта                   | 3:43         |
| 7.                  | «Тайна»                           | Дианна Гольдэ                       | Димитрис Контопулос             | 3:03         |
| 8.                  | «Счастливая звезда»               | Андрей Морсин                       | Димитрис Контопулос             | 3:01         |
| 9.                  | «Дни без тебя»                    | Дианна Гольдэ                       | Димитрис Контопулос             | 3:06         |
| 10.                 | «Моя любовь (Моя мечта)»          | Виталий Куровский                   | Руслан Квинта                   | 3:36         |
| 11.                 | «Для тебя»                        | Ислам Рахимжанов                    | Ислам Рахимжанов                | 2:54         |
| 12.                 | «Обними меня крепче»              | Андрей Морсин                       | Аллан Рич, Джад Фридман, Busbee | 3:32         |
| 13.                 | «Первый день»                     | Карен Кавалерян                     | Вадим Усланов                   | 3:55         |
| 14.                 | «Зови меня»                       | Леона Войналович                    | Виталий Волкомор                | 3:33         |
| 15.                 | «Колыбельная (Мой малыш)» (Бонус) | Леона Войналович                    | Виталий Волкомор                | 3:57         |
| Общая длительность: | Общая длительность:               | Общая длительность:                 | Общая длительность:             | 52:49        |

## Участники записи
- Ани Лорак — вокал, продюсирование
- Орест Галицкий — акустическая гитара, электрогитара (1—3, 5, 6, 10—13, 15)
- Брендон Стоун — аранжировка (4)
- Димитрис Контопулос — аранжировка, клавишные (7—9)
- Александр Сосин — аранжировка (11)
- Михаил Кошевой — аранжировка (1—3, 5, 10, 12, 13, 15)
- Михаил Павлюк — аранжировка (6)
- Руслан Квинта — аранжировка (2, 6, 10, 11)
- Сергей Мищенко — аранжировка (14)
- Юрий Дегтёв — аранжировка (14)
- Джордж Костоглу бас-гитара (7—9)
- Александр Пашковский (14)
- Максим Рымар — виолончель (3)
- Фивос Захаропулос — электрогитара (7—9)
- Алексей Крупский — гитара (4)
- Виталий Рустамов — гитара (14)
- Дмитрий Иваней — мастеринг, сведение (4)
- Арис Бинис — сведение (7—9)
- Олаф Джек — сведение (6, 11)
- Олег Степаненков — сведение (1—3, 5, 10, 12, 13, 15)
- Юрий Лыч — сведение (14)
- Максим Малышев — перкуссия (14)